# Leigh-Allyn Baker
Leigh-Allyn Baker (Murray, 13 marzo 1972) è un'attrice statunitense.

## Biografia
Conosciuta principalmente per aver interpretato Amy Duncan nella serie Buona fortuna Charlie prodotta da Disney Channel, Leigh-Allyn Baker ha interpretato il ruolo di Mickey in alcune puntate della serie Hannah Montana e ha avuto il ruolo ricorrente di Ellen nella serie Will & Grace, oltre a comparire in numerose altre serie come Streghe, My Name Is Earl, Ultime dal cielo e Boston Legal. Ha prestato inoltre la propria voce a videogiochi come Star Trek: Voyager - Elite Force e X-Men Legends.
È diventata famosa per aver interpretato il ruolo di Amy Duncan nella serie Buona fortuna Charlie, della quale è protagonista insieme a Bridgit Mendler; interpreta lo stesso ruolo nel film TV Buona fortuna Charlie - Road Trip Movie. Nel 2011 partecipa a un episodio di A tutto ritmo e a un episodio di So Random!. Dal 2014 presta la voce alla Regina Incantevole nella serie TV animata I 7N, mentre l'anno successivo 2015 recita nel film televisivo della Disney Capelli ribelli. Nel 2017 torna a vestire i panni di Ellen nella serie TV Will & Grace.

## Vita privata
Baker è sposata dal 2004 con il pilota automobilistico Keith Kauffman da cui ha avuto due figli.

## Filmografia

### Cinema
- Shrunken Heads, regia di Richard Elfman (1994)
- Leprechaun 3, regia di Brian Trenchard-Smith (1995)
- Swing Blade, regia di Nicholas Goodman - cortometraggio (1997)
- Inner Shadow, regia di David Fuchs (1997)
- A Wake in Providence, regia di Rosario Roveto Jr. (1999)
- Very Mean Men, regia di Tony Vitale (2000)
- Tempeste di ghiaccio (Frozen Impact), regia di Neil Kinsella (2003)
- The Crux, regia di Jeffrey Seckendorf - cortometraggio (2004)
- Triple Play, regia di John Tracy (2004)
- Little Savages, regia di Paul Tomborello (2016)
- Wish for Christhmas, regia di John K.D. Graham (2016)
- Take Two for Faith, regia di Nancy Criss (2017)

### Televisione
- The Last Frontier - serie TV (1996)
- Almost Perfect - serie TV, episodio 1x17 (1996)
- Breast Men, regia di Lawrence O'Neil (1997)
- Fired Up - serie TV, episodio 2x02 (1997)
- In tribunale con Lynn (Law Family) - serie TV, episodio 1x02 (1999)
- Streghe (Charmed) - serie TV, 5 episodi (1998-1999)
- Ultime dal cielo (Early Edition) - serie TV, 1 episodio (2000)
- Geena Davis Show - serie TV, episodio 1x12 (2001)
- Prima o poi divorzio! - serie TV, episodio 2x18 (2002)
- That '70s Show - serie TV, episodio 5x18 (2003)
- Boston Legal - serie TV, episodio 1x15 (2005)
- Las Vegas - serie TV, episodio 2x12 (2005)
- Enough About Me, regia di Andy Cadiff - film TV (2005)
- Dr. House - Medical Division (House) - serie TV, episodio 2x21 (2006)
- Will & Grace - serie TV, 19 episodi (1998-2006, 2017-2020)
- My Name Is Earl - serie TV, episodio 2x19 (2007)
- The King of Queens - serie TV, episodio 9x02 (2007)
- In Case of Emergency - serie TV, 5 episodi (2007)
- 12 Miles of Bad Road - serie TV, 6 episodi (2008)
- Hannah Montana - serie TV, episodi 3x01-3x08 (2008-2009)
- Barnyard - Ritorno al cortile - serie TV, 61 episodi (2007-2009)
- I pinguini di Madagascar - serie TV, episodio 2x18 (2008) - voce
- Buona fortuna Charlie (Good Luck Charlie) - serie TV, 97 episodi (2010-2014)
- So Random! - serie TV, 1 episodio, Sé stessa (2011)
- A tutto ritmo - serie TV, 1 episodio (2011)
- Jake e i pirati dell'Isola che non c'è - serie TV (2011-2016) - voce
- Buona fortuna Charlie - Road Trip Movie, regia di Arlene Sanford (2011)
- Dog with a Blog – serie TV, 1 episodio (2014)
- I 7N (The 7D) - serie TV, 25 episodi (2014-in corso) - voce
- Capelli ribelli, regia di Erick Canuel – film TV (2015)

## Doppiatrici italiane
Nelle versioni in italiano delle opere in cui ha recitato, Leigh-Allyn Baker è stata doppiata da:
- Antonella Baldini in Buona Fortuna Charlie, Capelli Ribelli
- Cinzia Villari in Will & Grace
- Claudia Razzi in Boston Legal